# Марк II Ксилокарав
Марк Ксилокарав (на гръцки: Μάρκος Β΄ Ξυλοκαράβης) е византийски духовник – константинополски патриарх и охридски архиепископ от 1466 до към 1467 г.

## Биография
Марк Ксилокарав бил константинополски гръκ. След завладяването на града от османците в 1453 година, той, баща му и брат му забягнали на Крит. Там Марк, вече монах, се изявил като яростен противник на унията със Западната църква, заради което венецианските власти го прогонили от острова. Около 1464 г. той бил избран за митрополит на Одрин. Една безименна летописна бележка на гръцки език разказва, че този учен и „предостоен по възгледи, дела и думи" владика отказал да съслужи със смятания за униат никомидийски митрополит Макарий и бил низвергнат от вселенския патриарх Симеон. „А господин Марк наскърбен дава на султана 1500 флорина, става патриарх и прогонва Симеон. Цариградчани обаче не го приемат, защото е заел престола с подкуп и преврат, отведнъж събират 2000 флорина, дават ги на султана и прогонват Марк като нарушител. Той пък, бидейки красноречив, прави поклон на султана, който му дава Охридската църква." Според летописната бележка на дяк Димитър от Кратово последното станало през 1466 г.
Издадено от Марк в Цариград патриаршеско окръжно писмо датира от юни 1466 г. „След като изкара малко време на престола, сред клира тръгнаха немалко упреци [срещу него] – понеже не го обичаха", разказва гръцко „Летописно изложение" от 1517 г. След Марк вселенски патриарх става Дионисий, който налага съборно проклятие на своя предходник (15 януари 1467). Дионисий обаче не угодил на гръцките първенци. „Марк отново е повикан за патриарх, а Дионисий – прогонен. Но Симеон дава на султана 3000 флорина и прогонва Марк. И Марк умря." Точната година на смъртта му не се знае.

## Изследвания
- Снегаров, Иван. История на Охридската архиепископия-патриаршия, т.2. Второ фототипно издание.   София, Академично издателство „Проф. Марин Дринов“, 1995, [1932]. ISBN 954-430-345-6. с. 184-186.
- V. Laurent, Les premiers patriarches de Constantinople sous la domination turque (1454-1476). – Revue des études byzantines, 26, 1968, 253-258.
- M.-H. Blanchet, Georges-Gennadios Scholarios (vers 1400-vers 1472): un intellectuel face à la disparition de l'Еmpire byzantin. Paris, 2008, 231-233, 468-470.